# لوسیو

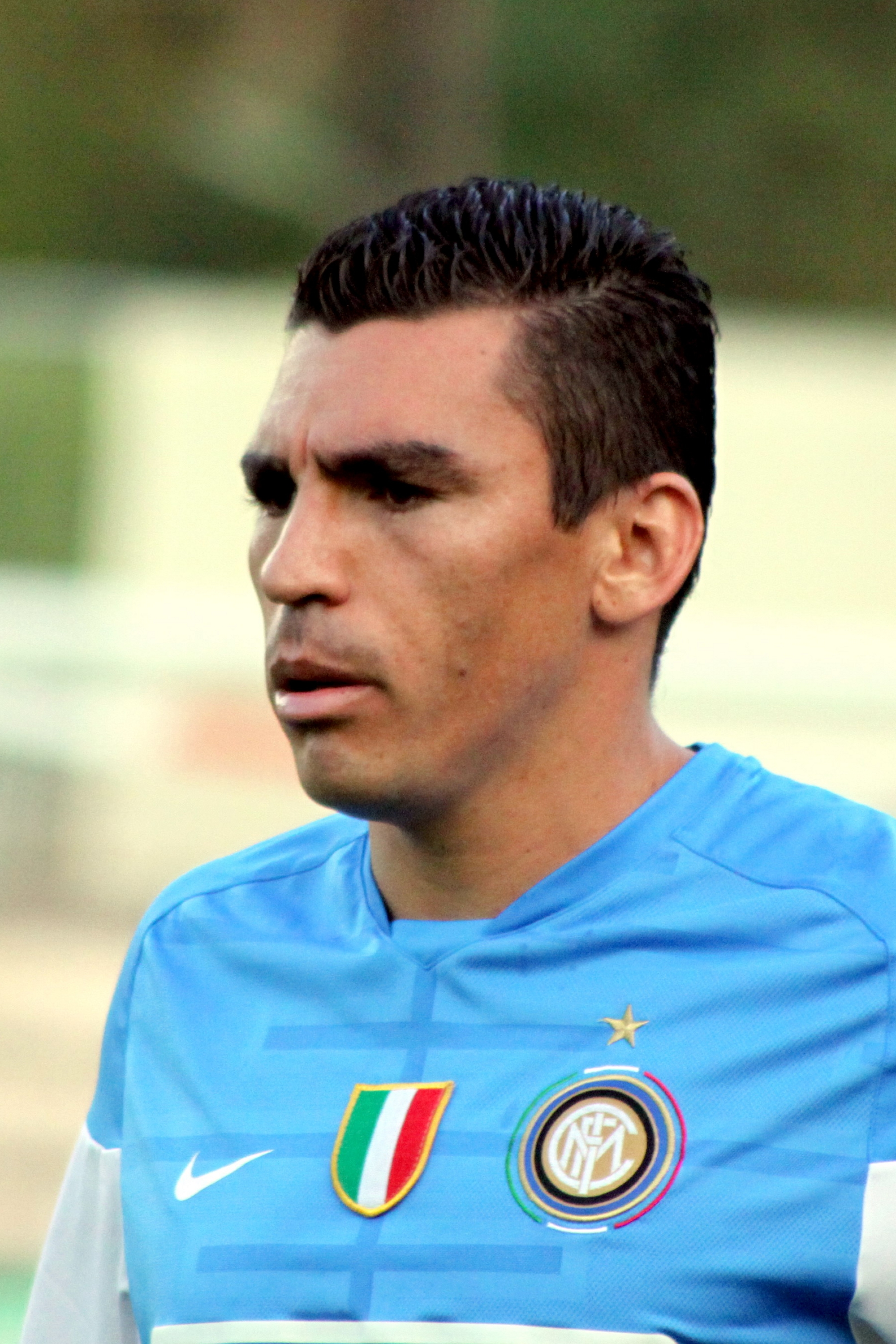

لوسیمار فریرا دا سیلوا لوسیو (به پرتغالی: Lúcio) متولد ۸ می ۱۹۷۸ در برزیل است. او در باشگاه‌های اینترناسیونال، بایر لورکوزن، بایرن مونیخ، اینتر میلان، یوونتوس و گوآی هند بازی کرده است و تاکنون ۹۸ بازی ملی برای تیم ملی فوتبال برزیل انجام داده است. وی در ۱۰ بهمن ۱۳۹۸ از دنیای فوتبال خداحافظی کرد.